# Maytenus pruinosa
Maytenus pruinosa är en benvedsväxtart som beskrevs av Reiss. Maytenus pruinosa ingår i släktet Maytenus och familjen Celastraceae. Inga underarter finns listade.